# Regione di San Juan-Laventille
La regione di San Juan-Laventille () è una regione di Trinidad e Tobago. Il capoluogo è San Juan. 
Include i centri abitati di Barataria, Laventille, Morvant, St. Joseph, San Juan.